# Linia kolejowa Greifswald – Grimmen – Tribsees
Linia kolejowa Greifswald – Grimmen – Tribsees – dawna lokalna linia kolejowa biegnąca przez teren kraju związkowego Meklemburgia-Pomorze Przednie, w północnych Niemczech. Łączyła Greifswald przez Grimmen z Tribsees. Linia została otwarta w 1896, a zamknięta i zlikwidowana w 1945.